# Stagonospora bufonia
Stagonospora bufonia är en svampart som beskrevs av Bres. 1896. Stagonospora bufonia ingår i släktet Stagonospora och familjen Phaeosphaeriaceae.   Inga underarter finns listade i Catalogue of Life.